# 卡帕米利亚频道
卡帕米利亚频道（英語：Kapamilya Channel, 程式化为Kapamilya channel）是ABS-CBN公司拥有和运营的菲律宾有线电视频道。 它於2020年6月13日開播。